# 糸魚川市大規模火災
糸魚川市大規模火災（いといがわし だいきぼかさい）は、新潟県糸魚川市において2016年（平成28年）12月22日昼前に発生し、翌日の夕方の鎮火まで約30時間続いた火災である。
焼損範囲は、同市大町および本町の一帯、すなわち糸魚川駅北側から日本海沿岸まで南北方向に大きく拡がった地域である。
本件の建物焼損床面積が、総務省や消防庁による大火の定義（建物焼損床面積が1万坪〈33,000m2〉以上の火災）を下回っていることから、『大規模火災』という扱いとなっている。また、市は糸魚川市駅北大火と呼んでいる。新潟県により災害救助法が適用された災害であり、また、被災者生活再建支援法（風害による）が火災では初めて適用された。

## 概要
2016年12月22日10時20分頃、新潟県糸魚川市大町1-2-7の中華料理店「上海軒」にて、大型コンロの消し忘れによって火災が発生した。店主が店に戻ってきた際はコンロおよび壁体に火災を発見し、厨房内の水道ゴムホースで初期消火を実施したが火の勢いは衰えず、直後に停電したため、隣人に火災の発生を知らせて119番通報を依頼、その後も店主は水道水による初期消火を続けたが既に火勢は大きく2階にも燃え広がったため、初期消火を断念し避難した。

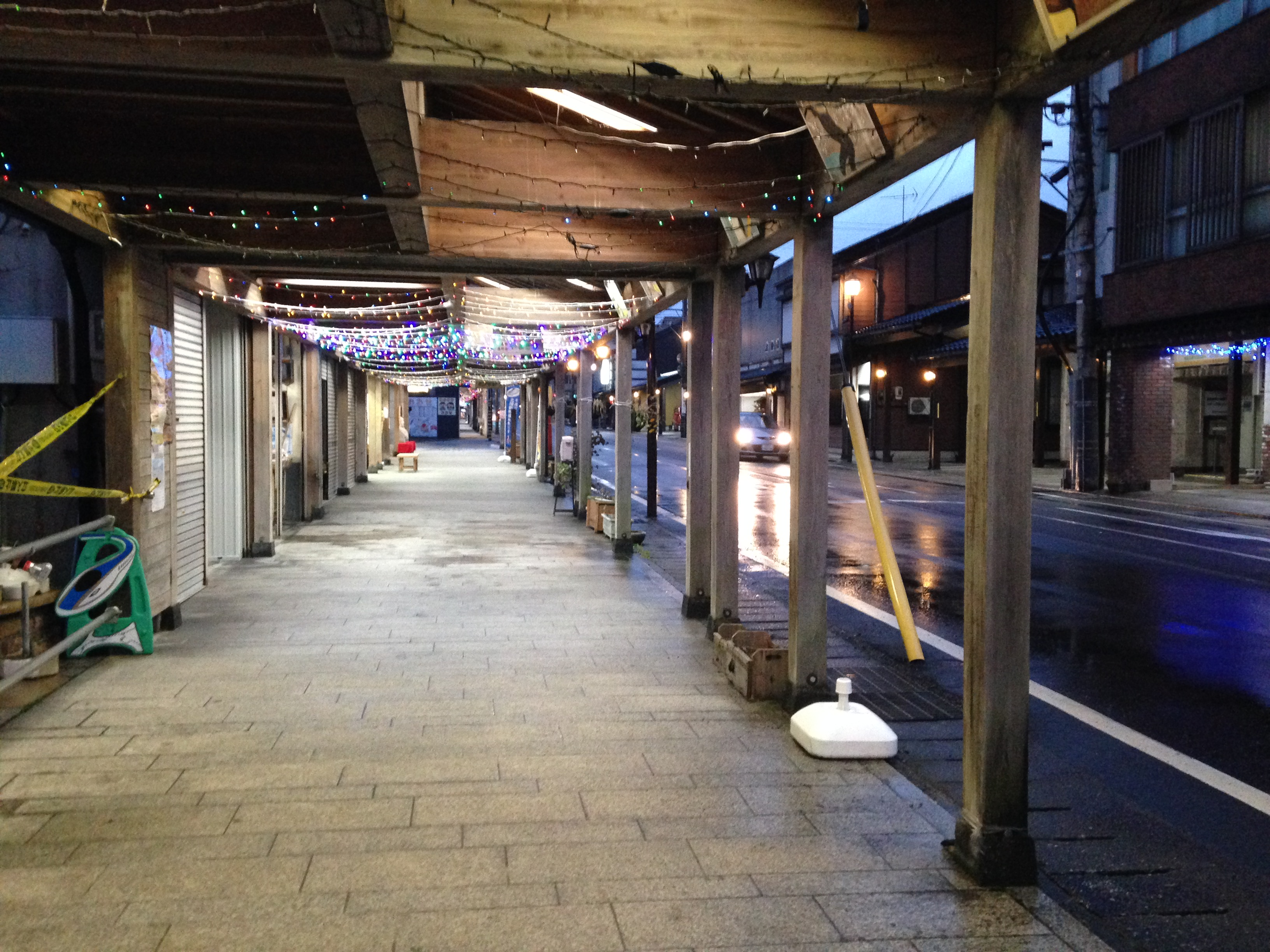
焼損地域に近い商店街の雁木（2015年）

焼損した一帯は、市街地中心部の糸魚川駅から北側に位置している。一帯が、主に昭和初期に建造された雁木造の商店街や木造住宅の密集地域であったことに加えて、「焼山おろし」、「姫川おろし」、「だし風」、「じもん風」等と呼ばれる強い南風により、北の日本海方向に延焼した。
当初、糸魚川市消防本部から12隊（消火隊9・救急隊等3）が出動した。しかし、消防隊が到着した時には既に火元建物の奥から2階にかけて炎上するとともに、火炎が小屋裏の弱点や開口部を介して両隣の建物にも延焼しており、その後の火勢の拡大から近隣の地方公共団体へ応援を要請、県外を含む31隊（消火隊25・他6）など43隊が投入され、地元の糸魚川市消防団も50隊が活動を行なった。最終的な出動車両は23日までに消防車等235台、活動人員のべ1,887人となった。また、糸魚川地区生コン組合にミキサー車による水の搬送要請を、国土交通省北陸地方整備局に排水ポンプ車等の支援要請を行った。
さらに、新潟県は糸魚川市に対して災害救助法の適用を決めると共に、陸上自衛隊第12旅団（相馬原駐屯地）に対して災害派遣を要請し、第2普通科連隊（高田駐屯地）の155人が翌日13時30分の撤収要請まで、捜索救助活動に当たった。
現地では、363世帯の744人に避難勧告が出され、大半は糸魚川市民会館に、残りは上刈会館およびホテルホワイトクリフに避難した。折柄の強風による飛び火で火点が分散したことに加えて、応援による多数の消防車の放水で消火用水が足りなくなる等で消火に手間取り、火元から海岸に向かっての147棟（全焼120棟・半焼5棟・部分焼22棟。床面積3万213平方メートル）を含む約4万平方メートルが焼損した。
その結果、消火作業は、同日20時50分の鎮圧まで約10時間半に亘って、翌日16時30分の鎮火まで約30時間を要した。
人的被害は、消防団員15名を含めて、中等症1名と軽症16名の計17名であるが、死者は発生しなかった。その一方で、1650年創業で新潟県最古の造り酒屋として知られている加賀の井酒造の酒蔵をはじめとして、相馬御風に所縁の品を所蔵し過去の糸魚川での大火を免れて195年に亘って存続してきた割烹「鶴来家」や、北大路魯山人、美空ひばり等の多くの著名人が宿泊したことで知られる旅館（休業）等の老舗が焼失した。また、延焼地域内に位置する北越銀行糸魚川支店（2024年の建物売却後、2025年にキャッタービルとしてリニューアル）をはじめ、本町・大町地区に所在する金融機関も軒並み休業を余儀なくされた。被害総額は、文化的価値も含め、少なくとも30億円はくだらないと見積もられる。
本火災は、多発的に出火する地震や津波の二次災害（兵庫県南部地震〈阪神・淡路大震災〉および東北地方太平洋沖地震〈東日本大震災〉に伴って発生した火災）を除くと、単一出火の延焼による火災の規模としては、2003年に栃木県黒磯市（現：那須塩原市）で発生したブリヂストン栃木工場火災以来の、家屋を巻き込んだものとしては1976年の酒田大火（山形県酒田市）以来の大火となった。

## 気象状況

12月22日9時-21時の天気図

本火災が発生した当日は、日本海側の低気圧に南風が吹き込み、糸魚川市の気象観測点で出火推定時刻の午前10時20分に最大風速13.9m/sを、糸魚川市消防本部では午前11時40分に最大瞬間風速27.2m/sをそれぞれ記録した。
これによって、温かい南風が山を越えて日本海側に吹き降ろすと同時に空気を乾燥させ気温が上がるフェーン現象が起きており、出火当時には気象庁から強風注意報が発表されていた。また、この気圧配置では広い範囲で大気の状態が不安定になり、高知県南国市では突風が発生した。

## 終息後

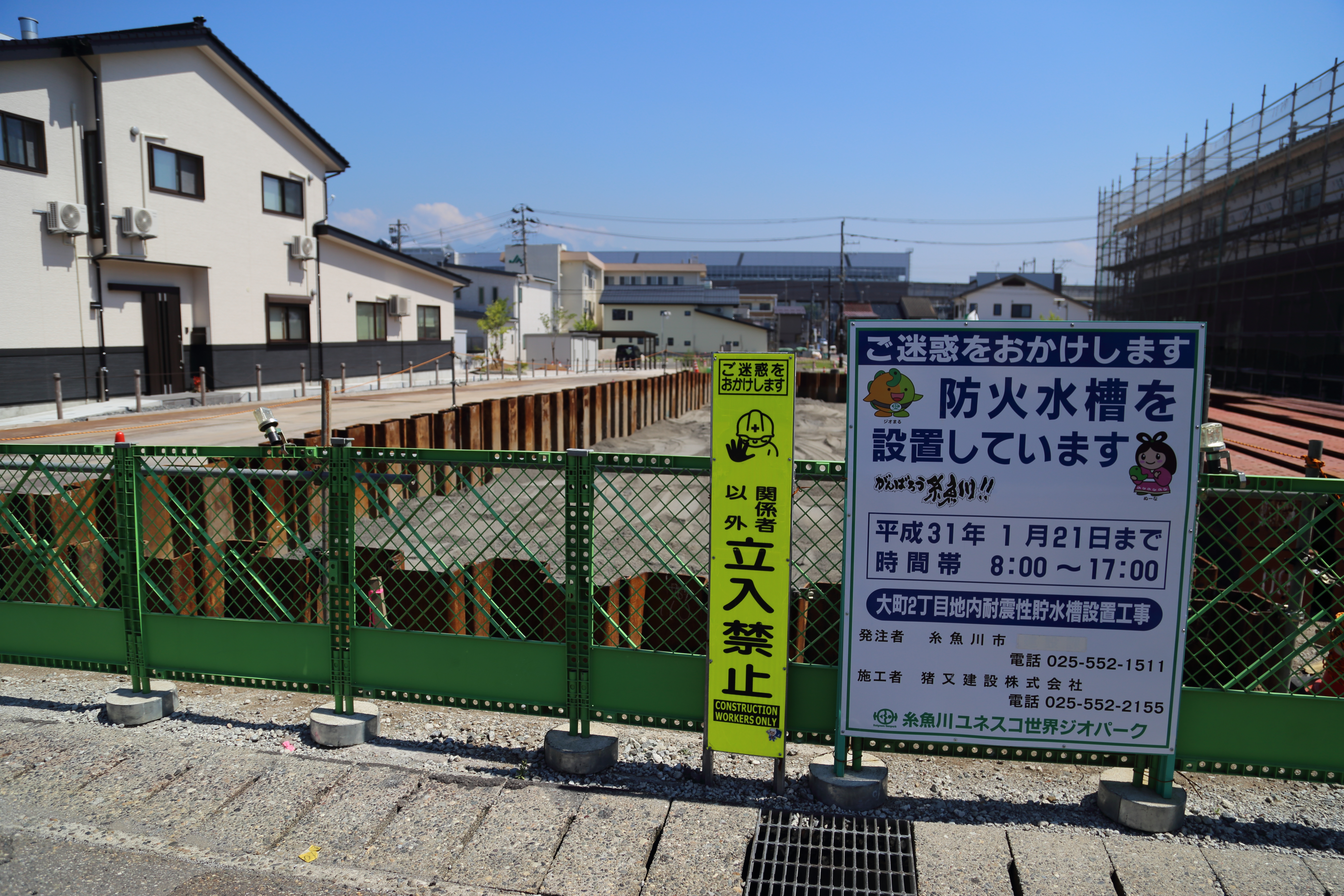
各所で防火水槽の設置工事が進む（大町2丁目・2018年7月撮影）

災害救助法が適用され、焼け出された市民への公的支援を行うことになった糸魚川市にはふるさと納税が急増し、その寄付額は本災害発生から3日間で約5500万円に上り、2015年度の総額（約4100万円）を超えた。被災者生活再建支援法により、全焼被害の家の住民については一軒につき、国から300万円、新潟県から100万円の合計400万円の支援金が支給される。
本来ならば、民間の所有地における火災では焼損した建物や瓦礫の撤去費用は原則として所有者の負担である。しかし、同市は、早期の復旧・復興を目的に、その費用の大部分を負担して、被災した世帯毎に見舞金の給付も行うこととした。
それを受けて、同市議会は2016年12月27日にこれらに必要な補正予算案及び条例案を全会一致で可決した。さらに、与党幹部である自由民主党幹事長の二階俊博は、12月31日、糸魚川市役所において、県知事や市長に対し、がれき処理の自己負担をなくす政府の方針を伝えている。
さらに、同市は、民間企業の社宅と民間アパートの借り上げや空室となっている公営住宅の確保で、必要充分な戸数の住宅を被災者向けに用意した。
建物が焼失した割烹「鶴来家」は、観光列車「えちごトキめきリゾート雪月花」で運行当初から提供されている料理を担当しており、保健所の許可の下に、2016年12月28日から代表者自宅庭に仮設のプレハブ調理場を建設して準備を始め、火災後最初となる2017年1月8日の運行から弁当の提供を再開した。
新潟県は12月30日、被災者生活再建支援法に定める自然災害に該当するとして、同法による支援を行うと発表した。強風による大規模火災に同法が適用されるのは初めてである。
糸魚川市は、2017年8月22日、5カ年の『糸魚川駅北復興まちづくり計画』を公表した。被災地域4ヘクタールを中心とする17ヘクタールが対象。大火の教訓伝承などのため新設する「防災とにぎわいの拠点」と、再建を計画する加賀の井酒造、鶴来家を結ぶ三角形のエリアを核とする。街並みは雁木造など伝統や住民・観光客にとっての魅力を重視し、日本海岸や商店街などとの回遊を促す。共同住宅を整備して人口の維持を図るとともに、海水も活用して防火・消火力を高める。
1年経った2017年12月時点の糸魚川市による集計では、被災145世帯のうち73世帯が元の場所に戻る意向を示し、15世帯が被災地で生活を再開した。店など被災した56事業者のうちでは元の場所で事業を再開またはその予定であるのは22事業者で、中心街の活力低下が懸念されている。糸魚川市は大火の再発を防ぐため、一部地域では高さ5メートル以上の耐火性が高い建物しか新設を認めない条例を施行し、防火水槽の増設を進めている。
出火時に被災地に住んでいた108世帯223人のうち、約2年後である2018年12月1日時点で被災地内に住居を再建済みか、その予定であるのは72世帯142人。このうち過半数が65歳以上で、高齢化が課題となっている。このほかに進学、結婚、転居で被災地外へ移った人やその意向である元住民もいる。また被災地内で建物を再建しても、費用負担が重いといった理由で、火災以前は通りの景観を形作っていた「雁木」を設けない住民もいるという課題もある。2019年12月時点で被災した108世帯中64%にあたる69世帯が被災地内で居住を再開したものの、転出や死亡などの要因により2020年12月の時点では61%にあたる66世帯に微減している。また、被災した56事業所中被災地内で事業を再開したのは、2017年までに9件、2018年までに16件、2019年までに22件にとどまっている。
また糸魚川市はGoogle ストリートビューにより、被災地の在りし日の光景や復興状況のインターネットによる発信を行っている。
大火の被害総額は糸魚川市消防本部の集計によると10億7724万6000円となった。

### キターレ
2020年3月28日、大火の記憶を伝承する展示スペースと防火水槽を設けた復興まちづくりの拠点『キターレ』の竣工式が行われ、同年4月1日にオープンした。『キターレ』は屋外広場と屋内広場に分かれており、屋内広場はホール。エントランス、厨房・ダイニングスペースの3ゾーンで構成されており、エントランスには大火の記憶を伝承する展示スペースが設けられている。また、本町通に面する通りには雁木が整備された。
2024年10月7日放送のバラエティ番組『鶴瓶の家族に乾杯』（NHK総合）において、番組ゲストでミュージシャンの谷中敦（東京スカパラダイスオーケストラ）が同施設を訪れ、施設内にある展示スペースやダイニングスペースの様子が紹介された。

## 裁判
出火元となった店舗（中華料理店）の店主は新聞折り込みで詫び状を配布・謝罪したが、2017年6月26日に新潟県警糸魚川署を通じて新潟地検高田支部へ書類送検され、業務上失火罪で同年7月31日に在宅起訴、同年9月27日に新潟地裁高田支部にて初公判が開かれ、禁錮3年の求刑で即日結審し、11月15日に新潟地裁高田支部にて禁錮3年・執行猶予5年の有罪判決が元店主に対して言い渡された。

## 経過
いずれも2016年（平成28年）
- 12月22日
  - 10時20分頃 - 出火[1]。
  - 10時28分 - 消防への通報[G 4][G 14]。
  - 10時35分 - 消防が現場到着[G 5]。
  - 12時08分 - 上越地域消防組合消防本部（現・上越地域消防局）及び新川地域消防組合消防本部（富山県）に応援要請[G 5]。
  - 12時20分 - 本町及び大町1丁目に避難勧告[G 5]。
  - 12時47分 - 糸魚川地区生コン組合に水の搬送要請、国土交通省北陸地方整備局へ排水ポンプ車等の支援要請[G 5]。
  - 13時00分 - 糸魚川市が「糸魚川市駅北大火災害対策本部」を設置し[G 4][G 15]、新潟県が「新潟県災害対策本部」を設置[G 14][G 4]。
  - 13時10分 - 新潟県広域消防応援要請[G 5]。
  - 13時59分 - 新潟県が自衛隊の災害派遣を要請[G 14]。
  - 15時45分 - 北アルプス広域消防本部（長野県）に応援要請[G 5]。
  - 16時30分 - 大町2丁目に避難勧告[G 5]。
  - 20時50分 - 鎮圧[1][N 11]（延焼の懸念が潰える）。
- 12月23日
  - 16時30分 - 鎮火[1]。
- 12月24日
  - 16時00分 - 避難勧告の解除[G 16]。
- 12月30日
  - 新潟県、被災者生活再建支援法の適用を決定[11]。